# Billard aux Jeux mondiaux de 2005
Navigation
Akita 2001 Kaohsiung 2009
Les épreuves de billard des Jeux mondiaux de 2005 ont lieu du 22 juillet au 26 juillet 2005, à Duisbourg (Allemagne).

## Podiums

### Hommes
| Épreuves                      | Or                           | Argent                     | Bronze                   |
| ----------------------------- | ---------------------------- | -------------------------- | ------------------------ |
| Billard américain-Jeu de la 9 | Taipei chinois Pei-Weo Chang | Allemagne Thorsten Hohmann | États-Unis Rodney Morris |
| Billard français-3 bandes     | Espagne Daniel Sánchez       | Pays-Bas Dick Jaspers      | Turquie Semih Saygıner   |
| Snooker                       | Royaume-Uni Gerard Greene    | Chine Ding Junhui          | Belgique Björn Haneveer  |

### Femmes
| Épreuves                      | Or                      | Argent                        | Bronze                |
| ----------------------------- | ----------------------- | ----------------------------- | --------------------- |
| Billard américain-Jeu de la 9 | Autriche Jasmin Ouschan | Taipei chinois Chun-Chen Chen | Norvège Line Kjörsvik |

## Tableau des médailles
| Rang  | Nation         | Or | Argent | Bronze | Total |
| ----- | -------------- | -- | ------ | ------ | ----- |
| 1     | Taipei chinois | 1  | 1      | 0      | 2     |
| 2     | Autriche       | 1  | 0      | 0      | 1     |
| 2     | Espagne        | 1  | 0      | 0      | 1     |
| 2     | Royaume-Uni    | 1  | 0      | 0      | 1     |
| 5     | Allemagne      | 0  | 1      | 0      | 1     |
| 5     | Pays-Bas       | 0  | 1      | 0      | 1     |
| 5     | Chine          | 0  | 1      | 0      | 1     |
| 8     | États-Unis     | 0  | 0      | 1      | 1     |
| 8     | Turquie        | 0  | 0      | 1      | 1     |
| 8     | Norvège        | 0  | 0      | 1      | 1     |
| 8     | Belgique       | 0  | 0      | 1      | 1     |
| Total | Total          | 4  | 4      | 4      | 12    |